# Лудо летовање
Лудо летовање (енгл. Runaway Vacation или RV) је амерички филм, породична комедија и авантура, из 2006. године.

## Резиме
Трудохоличар Боб Манро, његова жена Џејми, њихова петнаестогодишња ћерка Каси и дванаестогодишњи син Карл дефинитивно имају потребу да више времена проведу заједно. Након што је обећао да ће целу породицу одвести на одмор на Хаваје, Боб изненада мења планове, не обавестивши остале о томе и, уместо недеље у тропском рају, они путују у Колорадо у посебно прилагођеној приколици, кући на точковима (скраћено названој RV).
Међутим, Бобов добро осмишљен план да поново уједини породицу, увлачећи невољну и озлојеђену жену и децу у приколицу, одмах пуца. Бобови неспретни покушаји да вози огромну, тешко покретну приколицу наилазе на тихи презир његове породице. Живот у приколици се веома разликује од њиховог удобног живота у Лос Анђелесу, а сваки Бобов покушај да унесе атмосферу опуштености и удобности прети да их додатно разједини.
По доласку у камп за одмор, Манроови се упознају са породицом Горник, која упркос њима веома ужива у безбрижним сталним лутањима приколицом. Што више покушавају да избегну било какав контакт са њима, то им се путеви више укрштају. Али низ катастрофа неочекивано окупља чак и најудаљеније чланове породице, а свако лоше искуство им и нехотице помаже да поново пронађу једни друге и постану пуноправна породица.

## Улоге
| Име глумца        | Улога                                |
| ----------------- | ------------------------------------ |
| Робин Вилијамс    | Боб Манро                            |
| Џеф Данијелс      | Травис Горник                        |
| Шерил Хајнс       | Џејми Манро, Бобова жена             |
| Кристин Ченоует   | Мери Џоу Горник, Трависова жена      |
| Џоана Левеск      | Каси Манро, Бобова и Џејмина ћерка   |
| Ерика Шеј Гер     | петогодишња Каси Манро               |
| Џош Хачерсон      | Карл Манро, Бобов и Џејмин син       |
| Вил Арнет         | Тод Мелори, Бобов шеф                |
| Хантер Периш      | Ерл Горник, Трависов и Мерин син     |
| Клои Соненфелд    | Мун Горник, Трависова и Мерина ћерка |
| Алекс Ферис       | Били Горник, Трависов и Мерин син    |
| Брендон Флечер    | Хауви                                |
| Метју Греј Гублер | Џозеф „Џо Џо“                        |
| Бери Соненфелд    | Ерв                                  |
| Ричард Ијан Кокс  | Лерд                                 |
| Роб Лебел         | Лери Мојфин                          |
| Брајан Маркинсон  | Гери Мојфин                          |
| Тај Олсон         | Дијабло, путни службеник             |